# Kopano Matlwa
Kopano Matlwa, född 1985, är en sydafrikansk författare och läkare. Hon är utbildad vid University of Cape Town och är en av grundarna av en ideell organisation som undervisar patienter om hälsofrågor i väntrummen på mobila kliniker.
Hon är samtidigt ett nytt ansikte på den sydafrikanska litterära scenen. Hennes debutroman Coconut (2006) fick ett mycket positivt mottagande och 2007 belönades hon för den med European Union Literary Award. Hon var då 21 år och var den yngsta mottagaren någonsin av priset. Den svenska utgåvan av boken gavs ut 2010 av Bokförlaget Tranan, i översättning av Anna Gustafsson Chen. Berättaren är en tonårig svart flicka, uppvuxen i en vit värld. Här ställs komplexa frågor kring identitet i dagens Sydafrika – kokosnöten är svart utanpå och vit inuti.
Våren 2010 tilldelades Matlwa Wole Soyinka Prize for Literature in Africa. Hennes andra roman, Spilt Milk, publicerades i Sydafrika 2010. Hon utsågs av Mail & Guardian till en av ”100 unga sydafrikaner du måste äta lunch med”.